# Сейсмотерминология
Сейсмотерминология — свод наиболее важных терминов и понятий, используемых в практике антисейсмического проектирования.

## Термины

### А
- Антисейсмическое проектирование — комплекс специальных технических мероприятий, направленных на обеспечение сейсмостойкости вновь проектируемых или реконструируемых  объектов.
- Акселерограмма землетрясения — запись во времени однокомпонентного процесса изменения ускорения (в виде графика или оцифровки) для фиксированного направления: север-юг (N-S), запад-восток (W-E), вертикали (V). Угловые ускорения не фиксируются и не рассматриваются.
- Аналоговая акселерограмма (АА) — акселерограмма прошедшего землетрясения, используемая в антисейсмическом проектировании, как правило, с нормированной интенсивностью и выделенной значимой областью.

### З
- Землетрясение — колебание земной поверхности, вызванное образованием очага высвобождения энергии деформации в некоторой зоне земной коры.
- Зона субдукции — линейно протяжённая зона, вдоль которой происходит погружение одних блоков земной коры под другие. Чаще всего в них океаническая кора пододвигается под островную дугу или активную континентальную окраину и погружается в мантию. В составе зоны субдукции выделяются ведущий (верхний, висячий) край плиты (leading upper edge) и погружающийся край плиты (sinking edge). Результатом взаимодействия этих блоков земной коры являются активный вулканизм и повышенная сейсмичность в этой зоне.

### И
- Интенсивность землетрясения — мера его воздействия на объекты, выражаемая баллами сейсмической шкалы в зависимости от степени разрушения типовых зданий и сооружений, ощущений очевидцев, изменений земной поверхности. Наряду с этим интенсивность может быть выражена и кинематическими параметрами землетрясения (например, ускорением).

### Л
- Линейно-спектральный метод (ЛСМ) расчёта сейсмостойкости — метод определения сейсмической нагрузки с использованием спектра ответа (СО, ОСО, ПСО), а также значений собственных частот и форм колебаний объекта.

### М
- Максимальное расчётное землетрясение (МРЗ)  — особо мощное землетрясение со средней повторяемостью один раз в 5 000 лет; обычно превосходит ПЗ по интенсивности в два раза при аналогичных спектральных характеристиках (масштабированное ПЗ).
- Метод динамического анализа (МДА) сейсмостойкости — метод численного интегрирования уравнений движения системы (математической модели объекта) при сейсмическом воздействии, заданном акселерограммами (АА, СА, ПА).

### О
- Обобщённый спектр ответа (ОСО)  — обобщенная совокупность ряда спектров ответа, отражающая наиболее важные объединяющие их свойства. Аналогичное понятие — обобщенный СКД.
- Ответная акселерограмма (ОА) — запись ускорения определенной точки, уровня, этажа объекта в ходе расчетного анализа его колебаний. Разновидностью ОА являются поэтажные акселерограммы (ПА) здания или сооружения.
- Относительное демпфирование — безразмерный коэффициент, показатель, параметр (обычно обозначаемый символом  «k» ), характеризующий уровень диссипации (рассеяния) энергии колебательной системы за счет внутреннего трения в её циклически деформируемых упругих связях. Альтернативный ему параметр демпфирования — логарифмический декремент колебаний, обозначаемый, например, символом [1], — соотносится с параметром «k» следующим образом: k = d/6 (точное значение — d/2π).

### П
- Проектное землетрясение (ПЗ)  — землетрясение заданной сейсмичности со средней повторяемостью один раз в 500 лет.
- Производная сейсмограмма — запись сейсмоперемещений во времени, полученная двойным численным интегрированием акселерограммы при корректировке (установлении) нулевой линии перемещений. Такие сейсмограммы отличаются от инструментальных сейсмограмм, записанных на сейсмографах, значительными (до десятков и даже более сотни сантиметров) размахами перемещений, на регистрацию которых не рассчитан ни один сейсмограф. Обратным численным дифференцированием производной сейсмограммы получают скорректированную в области сверхнизких частот спектра ответа акселерограмму, позволяющую корректно рассчитывать подвесные низкочастотные системы (котлы, грузы на стропах, сейсмоизоляционные платформы) и скользяще-катящиеся объекты.

### С
- Сейсмичность — статистическое распределение интенсивности землетрясения на выделенной территории в зависимости от его повторяемости и наличия возможных очагов; она устанавливается ведомственными картами сейсмического районирования, а также сейсмического микрорайонирования площадок строительства.
- Сейсмическая нагрузка (сейсмонагрузка) — динамическая нагрузка объекта, возникающая при сейсмовоздействии; представляется инерционными силами и моментами, вызываемыми переносными и относительными ускорениями объекта при колебаниях.
- Сейсмическая волна (сейсмоволна) — волны, переносящие энергию упругих (механических) колебаний в горных породах. Источником сейсмической волны может быть землетрясение, взрыв, вибрация или удар[источник не указан 2208 дней].
- Сейсмический осциллятор (сейсмоосциллятор) — одномассовая динамическая система отклика на кинематическое возбуждение. В целом представляет собой классический случай линейной инерционно-упруго-вязкой консервативной (устойчивой) системы с одной степенью свободы[источник не указан 2208 дней].
- Сейсмическое микрорайонирование — часть инженерно-геологических и инженерно-геотехнических изысканий на площадках строительства особо опасных объектов[2].
- Сейсмовоздействие — колебательное принудительное движение условной платформы (основания), сообщающей закреплённому на ней объекту переносное (во внешней неподвижной системе отсчета) ускорение, заданное акселерограммами в общем случае в трех ортогональных направлениях движения.
- Сейсмогеологическая граница — плоская или криволинейная поверхность, разделяющая упруго-однородные или упруго-градиентные слои геологической среды и имеющая точную привязку к литолого-стратиграфической колонке[источник не указан 2208 дней].
- Сейсмогеология — отрасль геологии и сейсмологии, изучающая геологические условия возникновения и проявления землетрясений.
- Сейсмограф или сейсмометр — специальный измерительный прибор, который используется в сейсмологии для обнаружения и регистрации всех типов сейсмических волн.
- Сейсмодатчик — см. Сейсмограф.
- Сейсмолог — см. Сейсмология.
- Сейсмологическая станция — комплекс с разнесёнными по площади сейсмологическими приёмниками и регистрирующей станцией, которая записывает сейсмическую активность[источник не указан 2208 дней].
- Сейсмоплатформа — сооружение для экспериментального исследования сейсмостойкости строительных объектов. Экспериментальные исследования бывают полевые (натурные) и на сейсмоплатформе. Удобнее всего испытывать модель здания именно на сейсмоплатформе, воссоздающей сейсмические колебания[источник не указан 2208 дней].
- Сейсмоприёмник — прибор для преобразования параметров механических колебаний (скорости или ускорения) в электрический сигнал — ток переменного напряжения[источник не указан 2208 дней]. Сейсмоприёмники используются в сейсморазведке, сейсмологии, иногда — в охранных системах. Сейсмоприёмник позволяет зафиксировать время прихода упругой сейсмической волны, а также определить её динамические параметры — частоту, период, амплитуду и начальную фазу.
- Сейсмопротектор — вид сейсмической изоляции, которая резко повышает сейсмостойкость строений[источник не указан 2208 дней].
- Сейсмопрочность — свойство объекта (сооружения, конструкции) сохранять прочность при сейсмическом воздействии (землетрясении) заданной интенсивности[источник не указан 2208 дней].
- Сейсморазведка — раздел разведочной геофизики, основанный на регистрации искусственно возбуждаемых упругих волн и извлечении из них полезной геолого-геофизической информации[источник не указан 2208 дней].
  - Сейсморазведка в Азербайджане
- Сейсмостойкое строительство — раздел гражданского строительства, специализирующийся в области изучения поведения зданий и сооружений под сейсмическим воздействием в виде сотрясений земной поверхности, потери грунтом своей несущей способности, волн цунами и разработки методов и технологий строительства зданий, устойчивых к сейсмическим воздействиям.
- Сейсмостойкость или сейсмическая приспособленность (seismic fitness) — характеристика зданий и сооружений, описывающая степень их устойчивости к землетрясениям в пределах допустимого риска. Она является важным параметром в сейсмостойком строительстве, разделе гражданского строительства, который специализируется в области поведения зданий и сооружений под сейсмическим воздействием.
- Сейсмостойкость объекта — способность его конструкции сохранять в определенной мере сейсмопрочность, сейсмоустойчивость (стойкость к опрокидыванию, смещению, формоизменению), герметичность, работоспособность и безопасность для персонала и населения во время и после землетрясения.
- Сейсмоусиление — повышение сейсмической устойчивости существующих конструкций к усилиям, производимым подземными толчками[источник не указан 2208 дней]. Сейсмоусиление зданий и сооружений применяется как для предупреждения разрушений, так и для восстановления объектов после случившихся землетрясений.
- Сейсмоустойчивость — см. Сейсмостойкость.
- Сейсмофокальная зона — см. Зона субдукции.
- Синтезированная акселерограмма (СА) — искусственно созданный процесс изменения ускорения во времени, отображающий обобщенные спектральные свойства ряда АА. Например — Модель сейсмического воздействия "СА-482".
- Спектр коэффициентов динамичности (СКД) — безразмерный СО, полученный делением всех его значений на абсолютное максимальное ускорение акселерограммы.
- Спектр ответа (СО) — совокупность значений (график, семейство графиков, таблица) абсолютных максимальных ответных ускорений одномассовой колебательной системы (сейсмоосциллятора) при воздействии акселерограммы, определенных в зависимости от собственной частоты и уровней демпфирования осциллятора. Разновидностью СО являются поэтажные спектры ответа (ПСО) для зданий и сооружений.
- Собственная частота колебаний — число колебательных циклов, совершаемых динамической системой за секунду в процессе её свободных колебаний по одной из собственных форм (циклических взаимосогласованных перемещений, см. нормальные колебания). Последние определяются распределением в системе характеристик жесткости и инерции, её динамических степеней свободы.
- Статический метод расчёта сейсмостойкости — метод задания сейсмической нагрузки по распределению массы объекта, выбранному масштабу и направлению постоянного ускорения.

### Другое
Вместе с отмеченными выше основными понятиями и терминами в антисейсмическом проектировании могут применяться и другие, более простые понятия, не требующие раскрытия их смысла и четких определений. К таким терминам можно отнести:
- сейсмоускорение (ускорение при сейсмических колебаниях);
- сейсмоперемещение и сейсмоскорость;
- сейсморасчёты (расчёты на сейсмическое воздействие);
- сейсмонагружение;
- сейсмозащита;
- другие варианты технических понятий с приставкой «сейсмо».

## Сейсмика
Особо следует отметить часто употребляемый в разных контекстах термин «сейсмика» - разговорный. Он объединяет в себе все то, что, так или иначе, имеет отношение к землетрясениям и сейсмостойкости, а более всего — к геоакустике (сейсмометрия) и геологии (сейсморазведка).